# Tmarus lanyu
Tmarus lanyu är en spindelart som beskrevs av Zhang, Zhu och I-Min Tso 2006. Tmarus lanyu ingår i släktet Tmarus och familjen krabbspindlar.
Artens utbredningsområde är Taiwan. Inga underarter finns listade i Catalogue of Life.